# Scarpa d'oro 2007

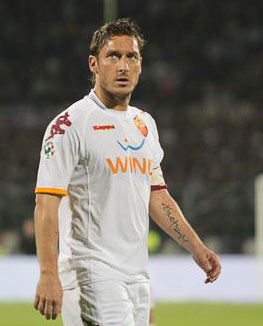
Francesco Totti, Scarpa d'oro 2007.

La Scarpa d'oro 2007 è il riconoscimento calcistico che è stato siglato al miglior marcatore assoluto in Europa tenendo presente le marcature segnate nel rispettivo campionato nazionale per il valore del coefficiente UEFA nella stagione 2006-2007. Il vincitore del premio è stato Francesco Totti, con 26 reti nella Serie A.

## Classifica finale
| Pos | Campionato     | Nome                 | Squadra         | Gol | C-UEFA | Pti  |
| --- | -------------- | -------------------- | --------------- | --- | ------ | ---- |
| 1   | Serie A        | Francesco Totti      | Roma            | 26  | x2     | 52   |
| 2   | Eredivisie     | Afonso Alves         | Heerenveen      | 34  | x1,5   | 51   |
| 3   | Liga           | Ruud van Nistelrooij | Real Madrid     | 25  | x2     | 50   |
| 4   | Liga           | Diego Milito         | Real Saragozza  | 23  | x2     | 46   |
| 5   | Liga           | Frédéric Kanouté     | Siviglia        | 21  | x2     | 42   |
| 5   | Liga           | Ronaldinho           | Barcellona      | 21  | x2     | 42   |
| 7   | Premier League | Didier Drogba        | Chelsea         | 20  | x2     | 40   |
| 7   | Bundesliga     | Theofanis Gekas      | Bochum          | 20  | x2     | 40   |
| 7   | Serie A        | Cristiano Lucarelli  | Livorno         | 20  | x2     | 40   |
| 10  | A-PFL          | Cvetan Genkov        | Lokomotiv Sofia | 26  | x1,5   | 39   |
| 11  | Liga           | Diego Forlán         | Villarreal      | 19  | x2     | 38   |
| 11  | Serie A        | Christian Riganò     | Messina         | 19  | x2     | 38   |
| 13  | A-PFL          | Todor Kolev          | Slavia Sofia    | 25  | x1,5   | 37,5 |
| 14  | Serie A        | Rolando Bianchi      | Reggina         | 18  | x2     | 36   |
| 14  | Premier League | Benni McCarthy       | Blackburn       | 18  | x2     | 36   |
| 16  | 1. HNL         | Eduardo              | Dinamo Zagabria | 34  | x1     | 34   |
| 16  | Serie A        | Nicola Amoruso       | Reggina         | 17  | x2     | 34   |
| 16  | Premier League | Cristiano Ronaldo    | Manchester Utd  | 17  | x2     | 34   |
| 16  | Serie A        | Gionatha Spinesi     | Catania         | 17  | x2     | 34   |
| 20  | Eredivisie     | Blaise Nkufo         | Twente          | 22  | x1,5   | 33   |
| 20  | Bundesliga     | Alexander Zickler    | Salisburgo      | 22  | x1,5   | 33   |
| 20  | Eredivisie     | Danny Koevermans     | AZ Alkmaar      | 22  | x1,5   | 33   |